# Red Beat of My Life
「Red Beat of My Life」（レッド・ビート・オブ・マイ・ライフ）は、日本の歌手グループ、Eriko with Crunchのデビューシングル。

## 解説
- 2000年3月15日にトイズファクトリーよりリリースされた。
- 本人出演のハウス食品「フルーチェ」CMソング。
- SPEEDの4人の中では最も遅いソロ作品の単独名義でのリリースとなった。
- 収録曲は3曲ともダンスナンバー。
- 初回盤はデジパック(紙ケース)仕様で、6つ折りの歌詞カードが添付されている。こちらの方がパッケージに使用された写真が多い。(通常盤はプラケース仕様。なお、品番・価格は同じ)

## 収録曲
1. Red Beat of My Life
  - 作詞・作曲:伊秩弘将/編曲:水島康貴
2. We will be together
  - 作詞・作曲:伊秩弘将/編曲:水島康貴
3. Break Down
  - 作詞・作曲:伊秩弘将/編曲:水島康貴
4. Red Beat of My Life (instrumental)
5. We will be together (instrumental)
6. Break Down (instrumental)

## カタログ
- TFCC-87054 定価￥1,050(廃盤)